# Kanton Agen-2
Agen-2 is een kanton van het Franse departement Lot-et-Garonne. Het kanton maakt deel uit van het arrondissement Agen en telde 13.723 inwoners in 2018.
Het kanton bestond reeds van 1801 tot 1973. Het werd opnieuw gevormd met een aangepaste perimeter ingevolge het decreet van 26 februari 2014 met uitwerking op 22 maart 2015.

## Gemeenten
Het kanton omvat de volgende gemeenten:
1. Agen (zuidelijk deel)
2. Boé
3. Bon-Encontre